# Артаниха
Артаниха — река в России, протекает в Вольском районе Саратовской области. Правый приток Волги, впадает в Волгоградское водохранилище.

## География
Река начинается на высоком правом берегу Волги, выше села Тепловка. Протекает через Тепловку и течёт на юг. Ниже Тепловки запружена, ещё ниде принимает два притока: слева — ручей Свиной, справа — Гремячий. Впадает в Волгу в селе Терса.
- Устье реки находится в 1112 км от устья Волги. Длина реки — 12 км.[2].

## Данные водного реестра
По данным государственного водного реестра России относится к Нижневолжскому бассейновому округу, водохозяйственный участок реки — Волга от Саратовского гидроузла до Волгоградского гидроузла, без рек Большой Иргиз, Большой Караман, Терешка, Еруслан, Торгун, речной подбассейн реки — подбассейн отсутствует. Речной бассейн реки — Волга от верхнего Куйбышевского водохранилища до впадения в Каспий.
Код объекта в государственном водном реестре — 11010002212112100009538.